# Rolf Lagerborg
Rolf Herbert Hjalmar Lagerborg, född 26 april 1874 i Helsingfors, död 26 oktober 1959 i Borgå, var en finländsk filosof. Han var son till Hjalmar Lagerborg och kusin till Signe Lagerborg-Stenius.

## Biografi
Lagerborg blev docent vid Helsingfors universitet 1906. Han innehade från 1929 en personlig professur i filosofi vid Åbo akademi. Sedan Edvard Westermarck 1932 hade avgått med pension från professuren i filosofi vid Åbo akademi innehade Lagerborg denna professur. Han avgick själv med pension 1942. Sina sista år bodde Lagerborg i Diktarhemmet i Borgå. I sitt författarskap sysslade han företrädesvis med etiska, estetiska och psykologiska frågor, vilka han behandlade från utpräglat naturalistisk ståndpunkt. Nyare psykologiska strömningar, som psykoanalys och behaviorism, upptogs av Lagerborg med stort intresse.